# Hospital Clínic Universitari
|  | Aquest article tracta sobre l'Hospital Clínic de València. Si cerqueu el de Barcelona, vegeu «Hospital Clínic de Barcelona». |

L'Hospital Clínic Universitari, o comunament, el Clínic, és un hospital públic pertanyent a la Conselleria de Sanitat i situat al barri de Ciutat Universitària, a la ciutat de València. El Clínic es troba entre l'avinguda de Vicent Blasco Ibáñez i l'avinguda de Menéndez Pelayo. L'hospital està envoltat per diverses facultats i serveis de la Universitat de València, entre ells el Rectorat i la Facultat de Medicina.
L'accés a urgències es fa des de la cruïlla dels carrers de Menéndez Pelayo i del Doctor Gómez Ferrer.

## Transport
Disposa d'una estació de metro, l'estació de Facultats-Manuel Broseta, situada a l'aviguda de Blasco Ibáñez, i que és servida per la línia 3. L'EMT València serveix l'hospital amb les línies 9, 12, 29, 30, 31, 71, 81, 89 i la del nitbús N2.